# Long rifle
Long Rifle, Kentucky Rifle, Pennsylvania Rifle, Tennessee Rifle, American Long Rifle e até mesmo hog rifle ("rifle de porco"), são designações dos primeiros rifles comumente usados para caça e guerra durante o período de colonização do que é hoje os Estados Unidos. É caracterizado por um cano incomumente longo, um desenvolvimento específico em rifles americanos que era incomum em rifles europeus do mesmo período.
O long rifle é um dos primeiros exemplos de arma de fogo com estriamento (ranhuras em espiral no cano), que fazia com que o projétil (normalmente uma esfera de chumbo) girasse em torno do eixo de seu movimento. Isso aumentava a estabilidade de sua trajetória e melhorava drasticamente a precisão em relação aos mosquetes contemporâneos com cano de alma lisa, que eram mais baratos e mais comuns. As armas de fogo com estriamento tiveram seu primeiro grande uso em combate nas colônias americanas durante a Guerra Franco-Indígena, e mais tarde na Revolução Americana no século XVIII. Depois na Guerra Anglo-Americana de 1812, na Revolução Texana e na Guerra Civil Americana.
Até o desenvolvimento da "Minié ball" em meados do século XIX, as principais desvantagens de um "rifle" em comparação com um mosquete eram um tempo de recarga mais lento devido ao uso de uma bala de chumbo de calibre mais justo e maior suscetibilidade à obstrução do cano após uso prolongado - tal incrustação eventualmente impediria o carregamento por completo, tornando a arma inútil até que fosse completamente limpa. A adoção da "Minié ball" anulou essencialmente essas desvantagens e permitiu que o rifle substituísse completamente o mosquete.
O long rifle tornou-se popular por armeiros alemães que imigraram para a América, trazendo com eles a tecnologia de estriamento de onde se originou. A precisão alcançada pelo long rifle o tornou uma ferramenta ideal para caçar animais selvagens como alimento na América colonial.
Nota: o termo "rifle" usado nesse artigo vem de "rifling" ("estriamento"), pois na verdade o long rifle era um mosquete com cano mais longo e estriado, portanto mais preciso que os anteriores, com cano de alma lisa.

## Origens
De uma barra de ferro macio plana, forjada à mão em um cano de arma; laboriosamente perfurada e estriada com ferramentas rudes; equipado com uma coronha esculpida de um tronco cortado de uma árvore na borda na floresta vizinha; e fornecido com um mecanismo moldado a marteladas na bigorna; um ferreiro desconhecido, em uma loja há muito silenciosa, fabricou um rifle que mudou todo o curso da história mundial; tornou possível a colonização de um continente; e, finalmente, libertou nosso país do domínio estrangeiro. Leve em peso; elegante em linha; econômico no consumo de pólvora e chumbo; fatalmente preciso; distintamente americano; ganhou popularidade imediata; e por cem anos foi um modelo, apesar de sofrer frequentes modificações, mas nunca radicalmente alterado.
— Capitão John G. W. Dillin, The Kentucky Rifle

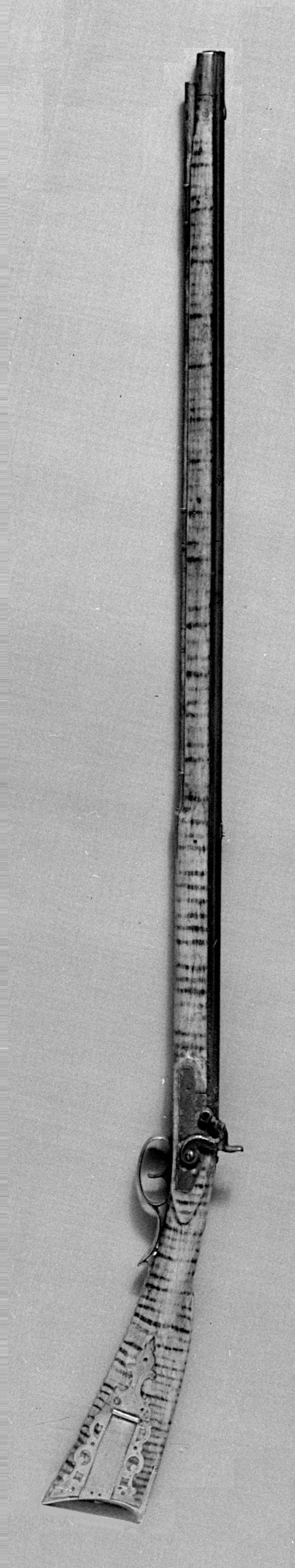
Um exemplar do Kentucky Rifle.

O long rifle foi desenvolvido na fronteira americana no sudeste da Pensilvânia, no início do século XVIII. Ele continuou a ser desenvolvido técnica e artisticamente até que saiu de moda no século XIX. O long rifle foi produto de armeiros alemães que imigraram para novos assentamentos no sudeste da Pensilvânia no início de 1700 e, posteriormente, na Virgínia e em outros territórios, reproduzindo os primeiros rifles Jäger ("Jaeger" anglicizado) usados para caçar na Alemanha no século XVII e início do século XVIII. Os registros fiscais dessas localidades indicam as datas em que esses armeiros atuaram. Fortes concentrações de uso e fabricação de rifles longos continuaram nas Montanhas Apalaches da Virgínia, Tennessee, Kentucky, Ohio e Carolina do Norte até o século XX como uma arma de fogo prática e eficiente para os segmentos rurais da nação. Os long rifle podiam ser feitos inteiramente à mão com ferramentas simples, em um ambiente de fronteira.
Inicialmente, a arma escolhida na fronteira era o mosquete com cano de alma lisa, ou "arma comercial", construída em fábricas na Inglaterra e na França e enviada às colônias para compra. Gradualmente, os long rifles se tornaram mais populares devido ao seu maior alcance efetivo. Embora o mosquete de alma lisa tivesse um alcance efetivo de menos de 100 metros, um bom atirador poderia atingir um alvo do tamanho de um homem a um alcance de 200 metros ou mais. O preço por essa precisão era mais tempo de recarga. Embora o mosquete pudesse ser recarregado em aproximadamente 20 segundos, o long rifle exigia mais tempo para o caçador médio.
Na Pensilvânia, os primeiros armeiros que podem ser documentados são Robert Baker e Martin Meylin. Robert Baker formou uma parceria com seu filho, Caleb, e em 15 de agosto de 1719 ergueu uma armaria para fabricar canos de armas próxima do riacho Pequea. Nos registros fiscais do Condado de Berks, Pensilvânia, havia vários armeiros exercendo seu comércio ao longo das margens do riacho Wyomissing.
A armaria de Martin Meylin foi construída em 1719, e é aqui que o armeiro menonita de origem suíço-alemã fabricou alguns dos primeiros, e possivelmente o primeiro, dos "Pennsylvania Rifle". Nenhum rifle foi encontrado até o momento com a assinatura de Martin Meylin. Embora dois tenham sido atribuídos a ele, o da Lancaster Historical Society foi considerado um mosquete europeu de uma data posterior - e o outro com a data de 1705 foi considerado uma falsificação porque os Meylins não chegaram na América até 1710. A "Martin Meylin Gunshop" ainda existe hoje em Willow Street, Pensilvânia, na "Long Rifle Road". Uma escavação arqueológica realizada em 2005 pela Millersville University ao redor da chamada "Meylin Gunshop" não encontrou nenhuma evidência de atividade de fabricação de armas entre os milhares de artefatos encontrados - apenas artefatos de ferraria foram encontrados. A "Lancaster County Historical Society" tem um "Pennsylvania Long Rifle" original forjado por Meylin, que foi passado para a família por sete gerações antes de ser doado à sociedade em meados do século XX. Este rifle em particular foi analisado e o cano removido durante a "Lancaster Long Rifle Exhibit" no "Landis Valley Farm Museum", em Lancaster, Pensilvânia, em 2005. Os seis especialistas disponíveis descobriram que o cano era europeu e a própria coronha datava de um período posterior a 1710-1750. As iniciais no cano - "MM" foram adicionadas depois de qualquer outra parte da arma, portanto, concluiu-se que o rifle na Sociedade Histórica do Condado de Lancaster não poderia ter sido feito pelo filho ou pai chamado Martin Meylin. Um documento que descreve a história de Meylin, o Gunshop e a arqueologia da loja está disponível online na Millersville University.
Alguns historiadores escreveram que o papel de Martin Meylin como um dos primeiros armeiros em Lancaster não está claro. O argumento é que o testamento de Martin Meylin Sênior não faz menção a itens de armeiro, enquanto o testamento de Martin Meylin Jr. está repleto de itens de armeiro e, portanto, a referência a Meylin como um armeiro é mais apropriadamente colocada no filho. Em qualquer caso, nenhum rifle foi considerado positivamente atribuído a qualquer Meylin.
Há documentação afirmando que os primeiros rifles longos de alta qualidade foram de um armeiro chamado Jacob Dickert, que se mudou com sua família da Alemanha para o condado de Berks, Pensilvânia em 1740. O nome "Dickert Rifle" era considerado uma 'marca' e o nome O "Kentucky Rifle" só foi cunhado muito mais tarde na história (por volta de 1820) e se tornou o "apelido" desse rifle. A razão para isso é principalmente porque Dickert fez rifles para o Exército Continental e mais tarde teve um contrato datado de 1792 para fornecer rifles para o Exército dos Estados Unidos. O rifle é algumas vezes referido como o rifle "Deckard/Deckhard", já que os descendentes de Jacob Dickert usaram essas variações, como mostram os documentos do censo, as certidões de casamento e de óbito. Quase todos os descendentes de Jacob Dickert têm o sobrenome "Deckard" e estão localizados principalmente em Indiana e Missouri.
Entre os fabricantes de rifles documentados estão Adam Haymaker, que tinha um comércio próspero no norte do Vale Shenandoah da Virgínia, as lojas de armas dos Morávios em Christian's Spring na Pensilvânia, John Frederick Klette de Stevensburg, Virgínia, e na área de Salem na Carolina do Norte. Todas as três áreas eram centros ocupados e produtivos de fabricação de rifles na década de 1750. A "Great Wagon Road" era uma via de fronteira movimentada, e lojas de rifle traçavam essa mesma rota - do leste da Pensilvânia, descendo o Vale Shenandoah, e espalhando-se em Cumberland Gap em Kentucky e na área do Rio Yadkin (Salem) na Carolina do Norte.
Os colonos da Virgínia Ocidental (Kentucky), Tennessee e Carolina do Norte logo ganharam uma reputação de independência robusta e pontaria de rifle como um modo de vida, ainda mais reforçada pelo desempenho de fuzileiros na Revolução Americana, especialmente os "Morgan's Riflemen", que foram fundamentais tanto na Batalha de Saratoga quanto na Batalha de Cowpens, bem como na Guerra de 1812. Nessa guerra, o long rifle ganhou seu apelido mais infame de "Kentucky Rifle", em homenagem a uma canção popular "The Hunters of Kentucky", sobre Andrew Jackson e sua vitória na Batalha de Nova Orleães. O long rifle também foi usado pelos texanos em sua Guerra pela Independência do México.
A razão para o cano longo característico do long rifle é uma questão de adaptação ao novo mundo pelos armeiros imigrantes alemães. Os armeiros alemães que trabalhavam na América estavam muito familiarizados com os rifles alemães, que raramente tinham canos com mais de 30 polegadas (762 milímetros), e eram rifles de grosso calibre com grande quantidade de chumbo. As florestas do novo mundo eram vastas e exigiam que os caçadores carregassem mais de seus suprimentos consigo. Os rifles de calibre menor deram a eles mais munição e reduziram o peso de que precisavam para continuar uma caçada. O cano mais longo dava à pólvora mais tempo para queimar, aumentando a velocidade e a precisão do cano. Uma regra usada por alguns armeiros era fazer o rifle não ter mais do que a altura do queixo de um cliente, devido à necessidade de ver o cano durante o carregamento. O cano mais longo também permitiu uma mira mais precisa. Na década de 1750, era comum ver homens da fronteira carregando o novo e distinto estilo de rifle.

### Evolução

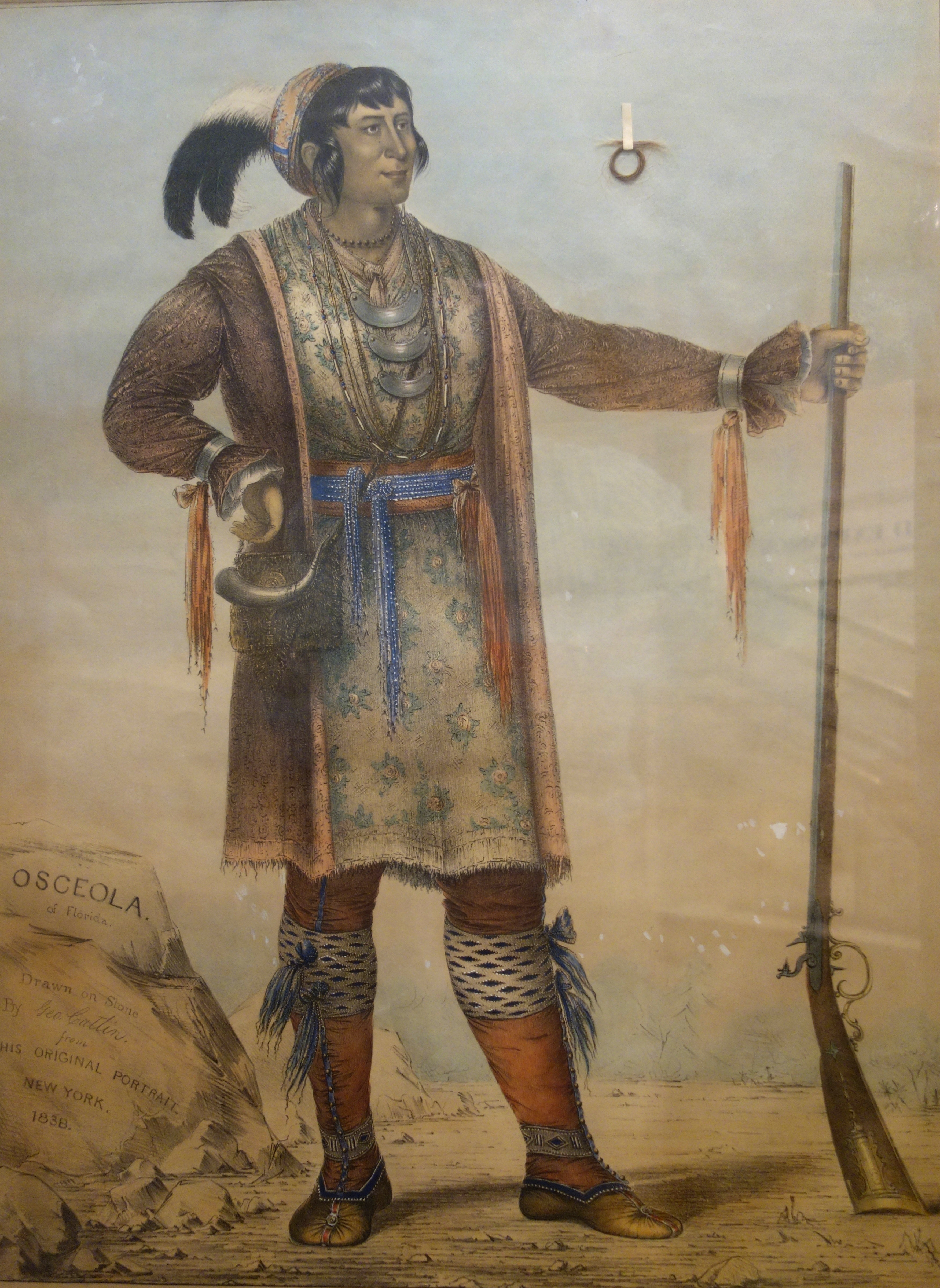
Homem portando
um Long rifle.

Em 1792, o Exército dos EUA começou a "padronizar" os long rifle, em suas encomendas, os canos deveriam ter 42 polegadas (1 070 milímetros) de comprimento, no formato externo octogonal, no calibre .49 e com um "patch box" na coronha. Os long rifle com essas características ficaram conhecidos pelos colecionadores como "1792 contract rifle". A expedição de Lewis e Clark carregou uma versão ainda mais curta, 33-36 polegadas, semelhante ao "Harpers Ferry Model 1803", que começou a produção seis meses depois de Lewis fazer uma visita ao arsenal. O "model 1803" lembra o que se tornou o "plains rifle" ("rifle das planícies") ou "mountain rifle" ("rifle das montanhas").
O "plains rifle" ou "rifle Hawken" era um rifle mais curto, mais adequado para ser carregado a cavalo. Era popular entre os homens das montanhas e os caçadores de peles norte-americanos no século XIX. Os irmãos Hawken (Samuel e Jacob) estavam entre os vários armeiros famosos ativos em St. Louis nas décadas de 1830 a 1860, tendo o "rifle Hawken" atingido o pico de produção (200 por ano) em 1849, e apesar de caro (US$20–28 em 1831) para os padrões da época, tornou-se uma espécie de "padrão" contra o qual outras armas eram comparadas entre 1840 e 1855.

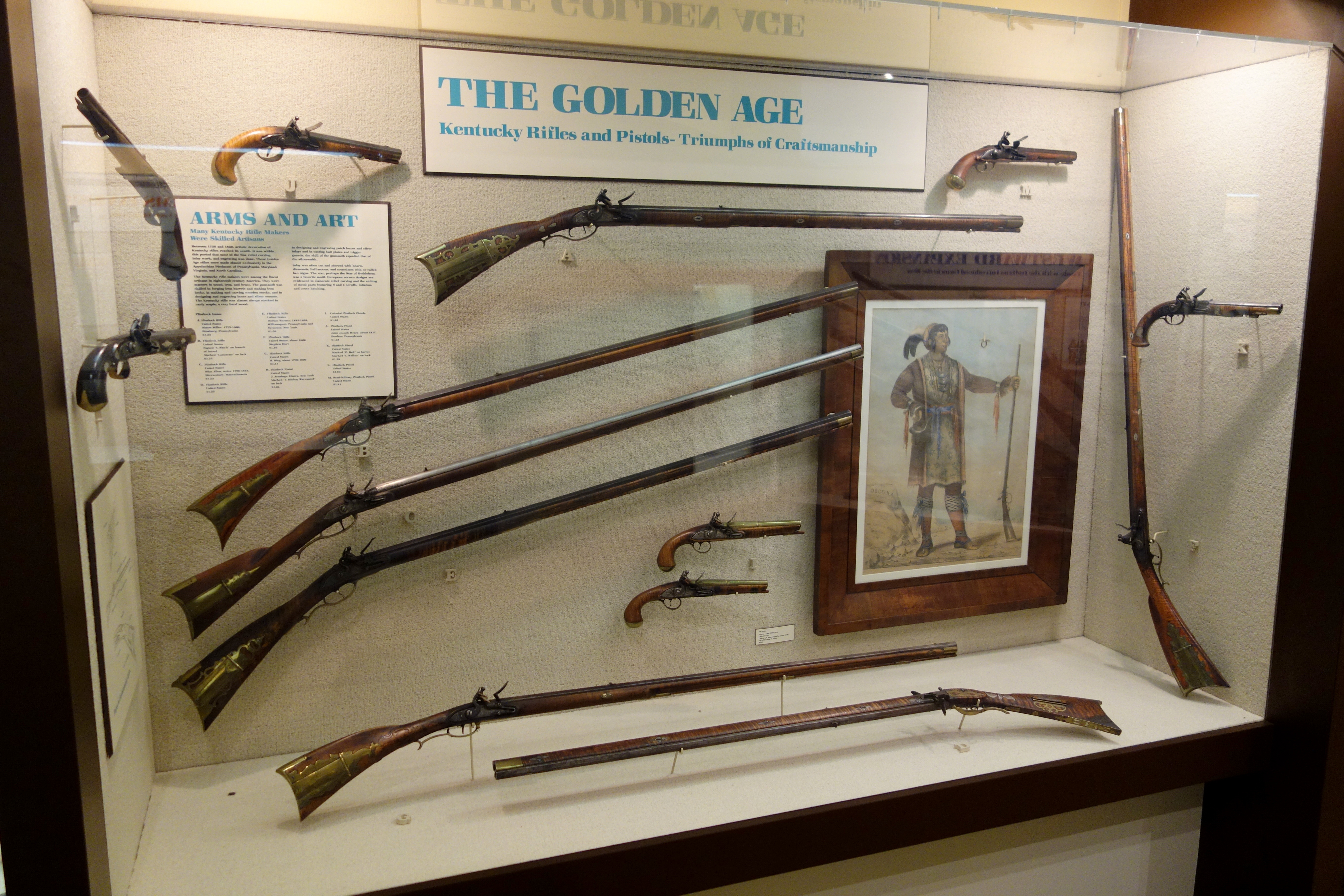
Long rifles de vários fabricantes da Pennsilvânia e de Massachusetts exbidos no Huntington Museum of Art.

Muitos armeiros renomados como Horace (H.E.) Dimick e J. P. Gemmer produziram rifles "curtos" poderosos e portáteis para o comércio de peles das Montanhas Rochosas, exploração terrestre e os trens de imigrantes transcontinentais.
O "plains rifle" combinava precisão com portabilidade em um pacote mais compacto do que os canos extremamente longos dos quais ele evoluiu. Enquanto muitos "plains rifle" foram construídos para disparar balas pesadas contra caça perigosa, uma quantidade maior foi desenvolvida em torno do calibre .40 para caça de porte médio, enquanto o calibre .50 ou .54 eram bastante utilizado nos "mountain rifle".
Os long rifle tendiam a ser mais finos e elegantes que as variantes Hawken que os sucederam, mais grossos e de cano mais curto. O rifle Hawken evoluiu do long rifle para uso contra animais maiores e mais perigosos encontrados no oeste americano. Para disparar balas mais pesadas e de diâmetro maior e cargas de pólvora mais pesadas, a espessura da parede do cano foi necessariamente reforçada, e o comprimento do cano do Hawken foi encurtado para manter o peso administrável.

## Características

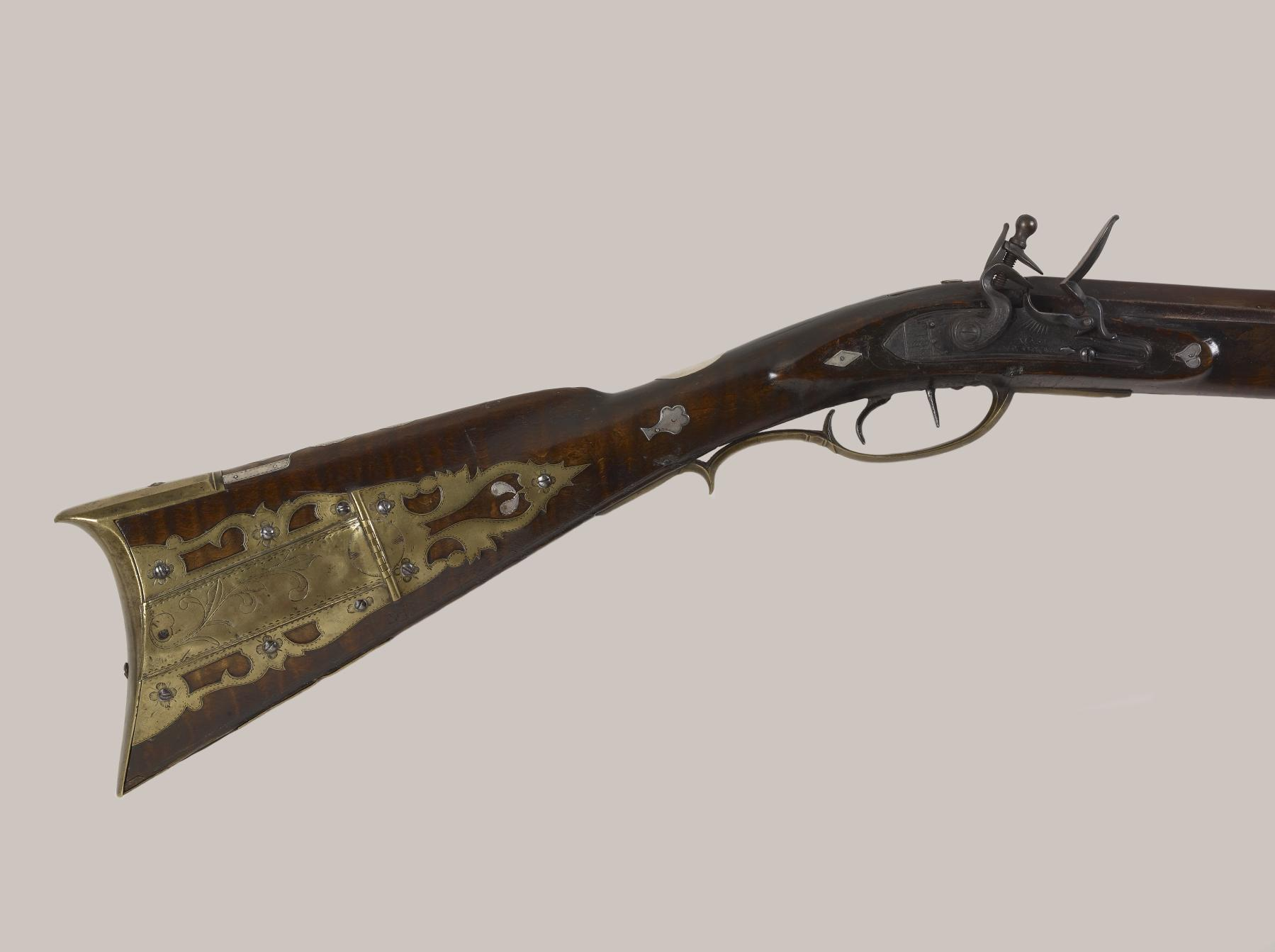
Coronha trabalhada de um Kentucky Rifle (dir).

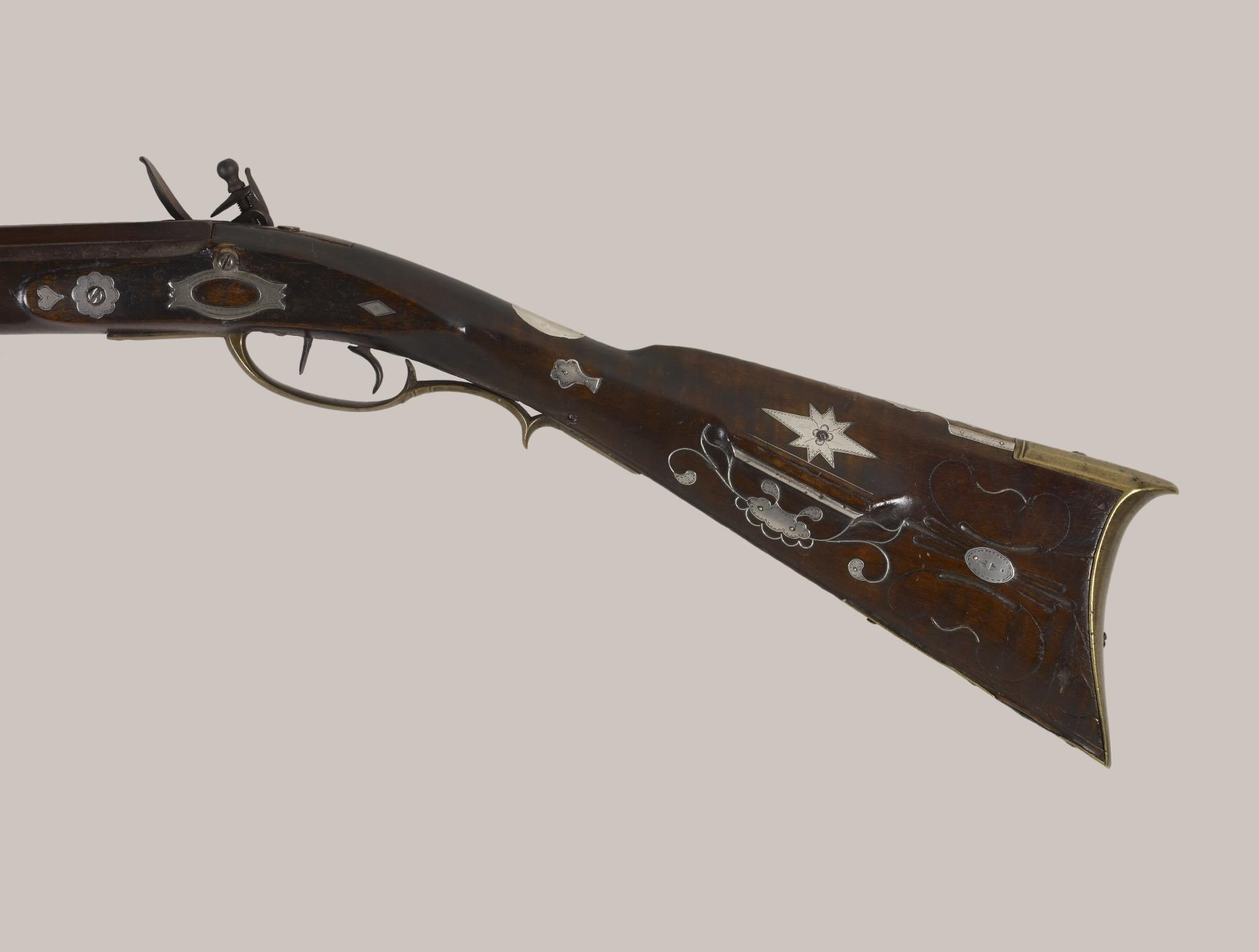
Coronha trabalhada de um Kentucky Rifle (esq).

Artisticamente, o long rifle é conhecido por sua coronha graciosa, muitas vezes feita de "bordo tigrado", e sua decoração ornamentada, incrustações decorativas e uma "patch box" bem feita incorporada à coronha.. As artes decorativas de fabricação de móveis, pintura, forja de prata, armeiros, etc., todas inspiraram-se nas tendências predominantes da época e, como na maioria das coisas, a moda se passava em Paris. Os motivos barrocos e depois o rococó encontraram seu caminho em todas as artes decorativas e podem ser vistos no trabalho com folhas de acanto, tão comuns em móveis e prata do século XVIII. Os melhores long rifle têm arte aplicada a eles, semelhante a qualquer armário ou prataria da Filadélfia.
Originalmente bastante simples, na década de 1770, cada superfície do rifle poderia ter uma obra de arte aplicada. Um armeiro talentoso tinha que ser um ferreiro habilidoso, ferreiro, entalhador de madeira, fundidor de latão e prata, gravador e finalizador de madeira. As lojas europeias da época tinham uma especialização significativa dos negócios, levando a diferentes comerciantes a construir cada rifle. A fronteira americana não tinha esse luxo, e muitas vezes apenas um fabricante de armas faria o rifle inteiro, um processo quase inédito na prática comercial do século XVIII. A ação de pederneira, com seu mecanismo de mola e gatilho de ação simples, no entanto, era frequentemente comprada a em quantidade por armeiros da Inglaterra, e então usadas com habilidade em um rifle elaborado. As primeiras ações de pederneira foram importadas, mas a fabricação local aumentou na América entre os armeiros mais qualificados nos anos seguintes.
Para economizar o chumbo na fronteira, geralmente preferiam-se calibres menores, variando entre .32 e .45. À medida que um rifle se desgastava com o uso, com a corrosão acumulada do disparo de pólvora negra fazendo com que o cano alargasse, não era incomum ver muitos rifles "recalibrados" e estriados para diâmetros internos maiores, para manter o rifle disparando com precisão. Muitas reproduções de long rifle históricos são encontradas hoje em dia com calibre .50.
Os especialistas modernos dizem que o long rifle tem um alcance efetivo de 100 jardas para o usuário médio. Um atirador experiente pode estender o alcance médio do long rifle para 200-300 jardas.

## Declínio e renascimento

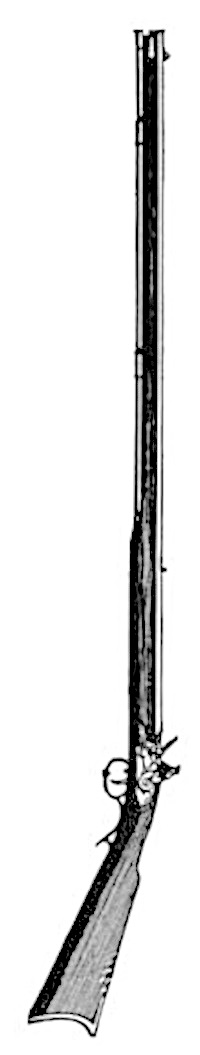
Um Long Rifle.

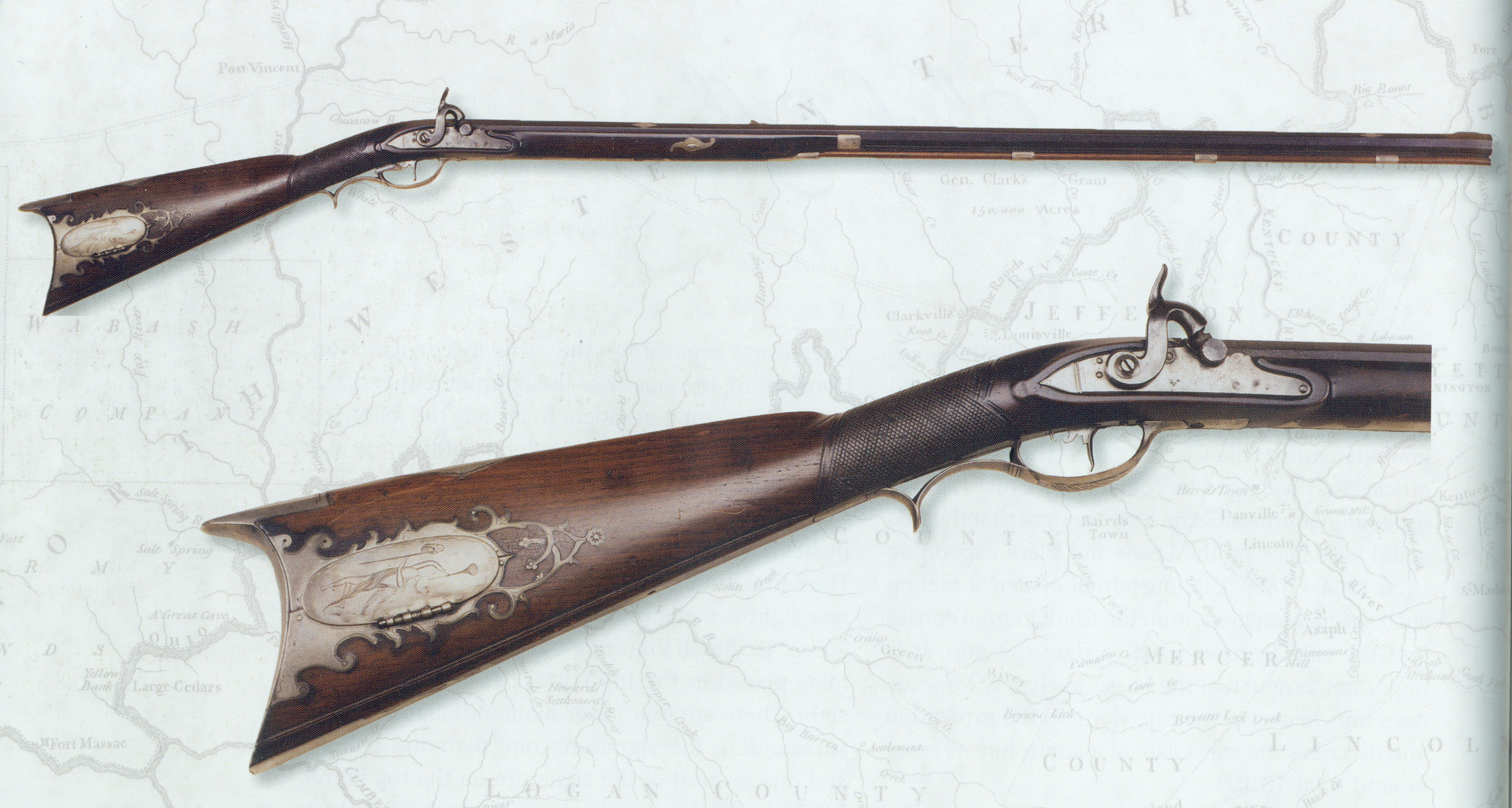
Um Long Rifle e sua coronha trabalhada.

No século XX, havia poucos long rifle tradicionais sobrando, exceto em bolsões isolados nas montanhas Apalaches. Restaram poucos homens que conseguissem construir um long rifle. O interesse popular no tiro esportivo, assim como o sesquicentenário da independência dos Estados Unidos da Grã-Bretanha em 1925-33, estimulou o interesse nas origens do long rifle. Uma das primeiras evidências desse renovado interesse foi a obra seminal em 1924 do capitão John G.W. Dillin, "The Kentucky Rifle". Os pioneiros do início do século XX na cultura dos long rifle foram Walter Cline, Horace Kephart, Ned Roberts, Red Farris, Hacker Martin, Bill Large, Jack Weichold, Ben Hawkins, DC Addicks, LM Wolf, Dave Taylor, Win Woods e Alvin Wagner.
Muitos homens durante o restante do século XX trabalharam para expandir nosso conhecimento sobre o long rifle e como recriá-lo da maneira dos séculos XVIII e XIX. Os mais destacados entre eles foram Joe Kindig Jr, George Shumway, Earl Lanning, Wallace Gusler, John Bivins, Garry Brumfield e muitos outros. Em 1965, Wallace Gusler, como o primeiro mestre da loja de armeiros na "Colonial Williamsburg", foi o primeiro a recriar um long rifle nos tempos modernos usando ferramentas e técnicas do século XVIII. O filme de 1968 "Gunsmith of Williamsburg" documentou a produção de seu segundo long rifle, todo feito à mão. Este filme foi relançado em DVD e está disponível em várias fontes online. Desde aquela época, muitos outros fabricantes foram treinados por esses homens e muitos outros pioneiros no renascimento da cultura do long rifle. A Gunsmith Shop em "Colonial Williamsburg", sob o comando de Wallace Gusler e Gary Brumfield, formou: Dave Wagoner, Jon Laubach, George Suiter, Clay Smith e Richard Frazier. Estes são os únicos homens que saíram da Gunshop até agora que produziram um rifle totalmente feito à mão. Além de sua influência em sua popular série de artigos para a Rifle Magazine e seu envolvimento com o "Museum of Early Southern Decorative Arts" (MESDA), John Bivins treinou os notáveis fabricantes de armas Jim Chambers e Mark Silver. Depois, houve outros destaques como Earl Lanning, Keith Casteel, Hershel e Frank House, Jack Brooks, Jud Brennon, Ron Ehlert, Robert Harn, Troy Roope e muitos mais. Seu trabalho e o de outros podem ser vistos no livro: "Three Centuries of Tradition: The Renaissance of Custom Sporting Arms in America", publicado pelo "The Minneapolis Institute of Arts" e pela "Scala Publishers, Ltd".
Embora tenha havido muitos grandes construtores nos últimos 50 anos que ajudaram a reviver a recriação do long rifle historicamente correto, existem muitos construtores talentosos, como Allen Martin, Eric Kettenburg, Jim Kibler, Mark Wheland, Ken Eckenroth, Chuck Dixon , e outros. Há cada vez mais construtores o tempo todo, conforme evidenciado por AmericanLongrifles.org, um grupo de fóruns que atendem aos interesses dos construtores de armas tradicionais de carregamento de arma de fogo, com mais de 3.000 membros, incluindo a maioria dos maiores construtores vivos hoje. A AmericanLongrifles.org (ALR) foi fundada em 1997 por Mark Elliott, ao mesmo tempo que Gordon Barlow estava criando a "Contemporary Longrifle Association" (CLA). A CLA é uma organização de membros que consiste em estudantes, colecionadores e artesãos que produzem recriações contemporâneas dO long rifle (século XX e mais tarde) feitas à mão, seus apetrechos e armas associadas e artesanato da América pré-1840. As multidões que lotam o Lexington, KY Convention Center todo mês de agosto para a reunião anual da CLA demonstra a popularidade do long rifle contemporâneo e do artesanato tradicional. Existem também grandes fornecedores de suprimentos para carregamento de munição, como Dixie Gun Works e Track of the Wolf, como prova do interesse sobre o long rifle contemporâneo. Depois, há os numerosos fornecedores de peças, como Jim Chambers Flintlocks, R.E. Davis, e L&R, para mecanismos de ação; Rice, Rayl, e outros para canos, Dunlap Woodcraft, Tiger Hunt, e Freddie Harrison entre outros para madeira. Então, existem centenas de outros artesãos individuais produzindo pequenas peças e suprimentos para revenda como Track of the Wolf, Dixie Gunworks, Dixons Muzzleloading Shop, Stonewall Creek Outfitters, Tip Curtis e outros.

## Guerras
Esses foram os conflitos nos quais o "long rifle" foi utilizado:
- Guerra Franco-Indígena
- Guerras Indígenas nos Estados Unidos
- Guerra de Independência dos Estados Unidos
- Guerra Anglo-Americana de 1812
- Revolução do Texas
- Guerra Mexicano-Americana
- Guerra Civil Americana